# Guadalupe Arizpe de la Vega
Guadalupe Arizpe De La Vega es un filántropa mexicana que fundó la Federación Mexicana de Asociaciones y Empresas Privadas (FEMAP), que financia a dos hospitales y una escuela de enfermería en Ciudad Juárez, Chihuahua, México. También es defensora del derecho de las mujeres para acceder al control de la natalidad. Por su labor humanitaria recibió el Premio Woodrow Wilson por Servicio Público en 2013.

## Biografía
De la Vega fue voluntaria de la Cruz Roja desde que tenía ocho años. En la década de 1960 recaudó dinero para la Cruz Roja Mexicana. Comenzó a trabajar en la planificación familiar después de leer sobre una mujer humilde con nueve hijos que cuando se embarazó nuevamente «trató de matar al feto apuñalándose a sí misma en el estómago». De la Vega la visitó en la cárcel y se sorprendió al saber que esta mujer no sabía nada sobre planificación familiar o control de la natalidad, le ayudó a obtener a asesoría jurídica y comenzó a educar a otras mujeres en México. En 1973, empezó a trabajar con mujeres de Juárez, a quienes les ayudó a conseguir acceso a la planificación familiar y a una clínica de maternidad. Más adelante se convirtió en miembro de la Junta de planificación familiar de El Paso, Texas. De la Vega fundó la Federación Mexicana de Asociaciones y Empresas Privadas (FEMAP) y fungió como directora de una red de instituciones de salud en México. Estas clínicas aumentaron el número de mujeres con acceso al control de la natalidad de 50 000 en 1982 a 360 000 en 1987.
Fue nombrada héroe de la CNN en 2010. Cuando Juárez se convirtió en la «capital mundial de los asesinatos» durante la guerra contra el narcotráfico en México, De la Vega continuó visitando su hospital en la ciudad varias veces por semana, aunque recién se había mudado al Paso porque su familia estaba amenazada. El Ayuntamiento de Ciudad Juárez le otorgó en 2010 la Presea Fray García de San Francisco por su filantropía. De la Vega recibió el Premio Woodrow Wilson por Servicio Público en 2013, otorgado por el Centro Internacional para Académicos Woodrow Wilson.